# Philes Ongori
Philes Moora Ongori (née le 19 juillet 1986 à Chironge) est une athlète kényane, spécialiste des courses de fond.

## Biographie
Lors des championnats du monde de semi-marathon 2009, à Birmingham, Philes Ongori se classe deuxième de l'épreuve individuelle, derrière sa compatriote Mary Keitany, en portant son record personnel à 1 h 7 min 38 s. Elle permet à son équipe de remporter le titre par équipes.
En 2011, elle remporte le Marathon de Rotterdam en établissant la meilleure performance de sa carrière en 2 h 24 min 20 s.

### Palmarès
| Date | Compétition                            | Lieu       | Résultat | Performance |
| ---- | -------------------------------------- | ---------- | -------- | ----------- |
| 2007 | Championnats du monde                  | Osaka      | 8e       | 10 000 m    |
| 2009 | Championnats du monde de semi-marathon | Birmingham | 2e       | Individuel  |
| 2009 | Championnats du monde de semi-marathon | Birmingham | 1re      | Par équipes |

### Records
| Épreuve       | Performance     | Lieu       | Date              |
| ------------- | --------------- | ---------- | ----------------- |
| 10 000 m      | 31 min 18 s 85  | Oita       | 30 septembre 2006 |
| Semi-marathon | 1 h 7 min 38 s  | Birmingham | 11 octobre 2009   |
| Marathon      | 2 h 24 min 20 s | Rotterdam  | 10 avril 2011     |